# Барденак
Бардена́к (фр. Bardenac) — коммуна во Франции, находится в регионе Пуату — Шаранта. Департамент — Шаранта. Входит в состав кантона Шале. Округ коммуны — Ангулем.
Код INSEE коммуны — 16029.

## География
Коммуна расположена приблизительно в 440 км к юго-западу от Парижа, в 145 км южнее Пуатье, в 45 км к югу от Ангулема.
Барденак расположен в бассейне реки Дордонь. На севере протекает река Виверон, а на юге — река Аржантон

## Население
Население коммуны на 2008 год составляло 244 человека.
| 1962 | 1968 | 1975 | 1982 | 1990 | 1999 | 2008 |
| ---- | ---- | ---- | ---- | ---- | ---- | ---- |
| 238  | 232  | 405  | 362  | 367  | 238  | 244  |

## Администрация
| Период | Период | Фамилия      | Партия | Примечания |
| ------ | ------ | ------------ | ------ | ---------- |
| 1981   | 2008   | Андре Жуанне |        |            |
| 2008   | 2014   | Ален Валле   |        |            |

## Экономика
В 2007 году среди 140 человек в трудоспособном возрасте (15—64 лет) 100 были экономически активными, 40 — неактивными (показатель активности — 71,4 %, в 1999 году было 64,4 %). Из 100 активных работали 84 человека (57 мужчин и 27 женщин), безработных было 16 (5 мужчин и 11 женщин). Среди 40 неактивных 13 человек были учениками или студентами, 10 — пенсионерами, 17 были неактивными по другим причинам.

## Достопримечательности
- Приходская церковь Сен-Сатюрнен
  - Бронзовый колокол (1537 год). Вес — 278 кг. На колоколе выгравирована надпись: Je fus fait, damoiselle Cheminie, dame de Coyron de Grange et Borde. Fabriqueur M. Poupeau me fit. Исторический памятник с 1943 года[3]

## Фотогалерея

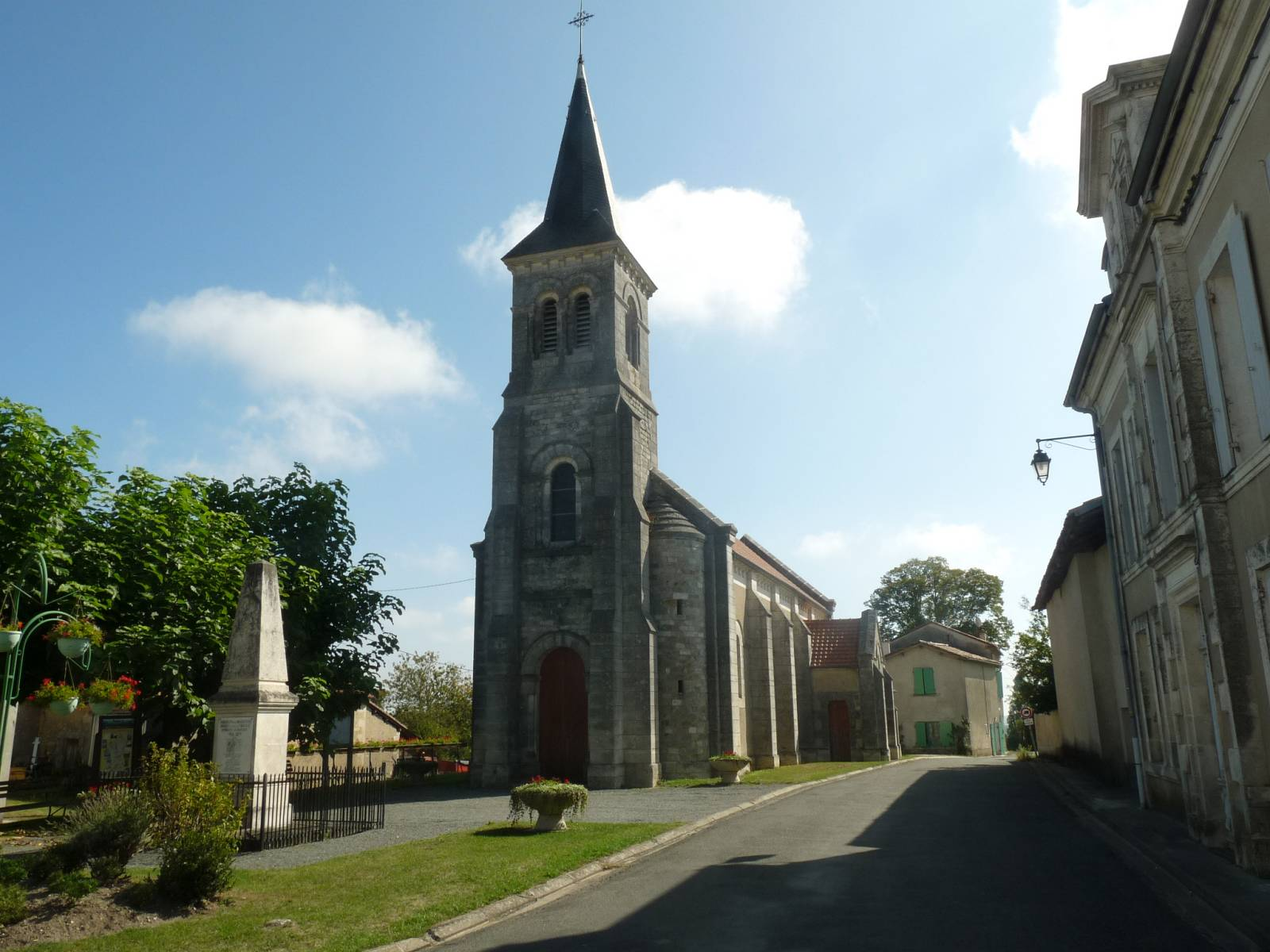
Церковь Сен-Сатюрнен
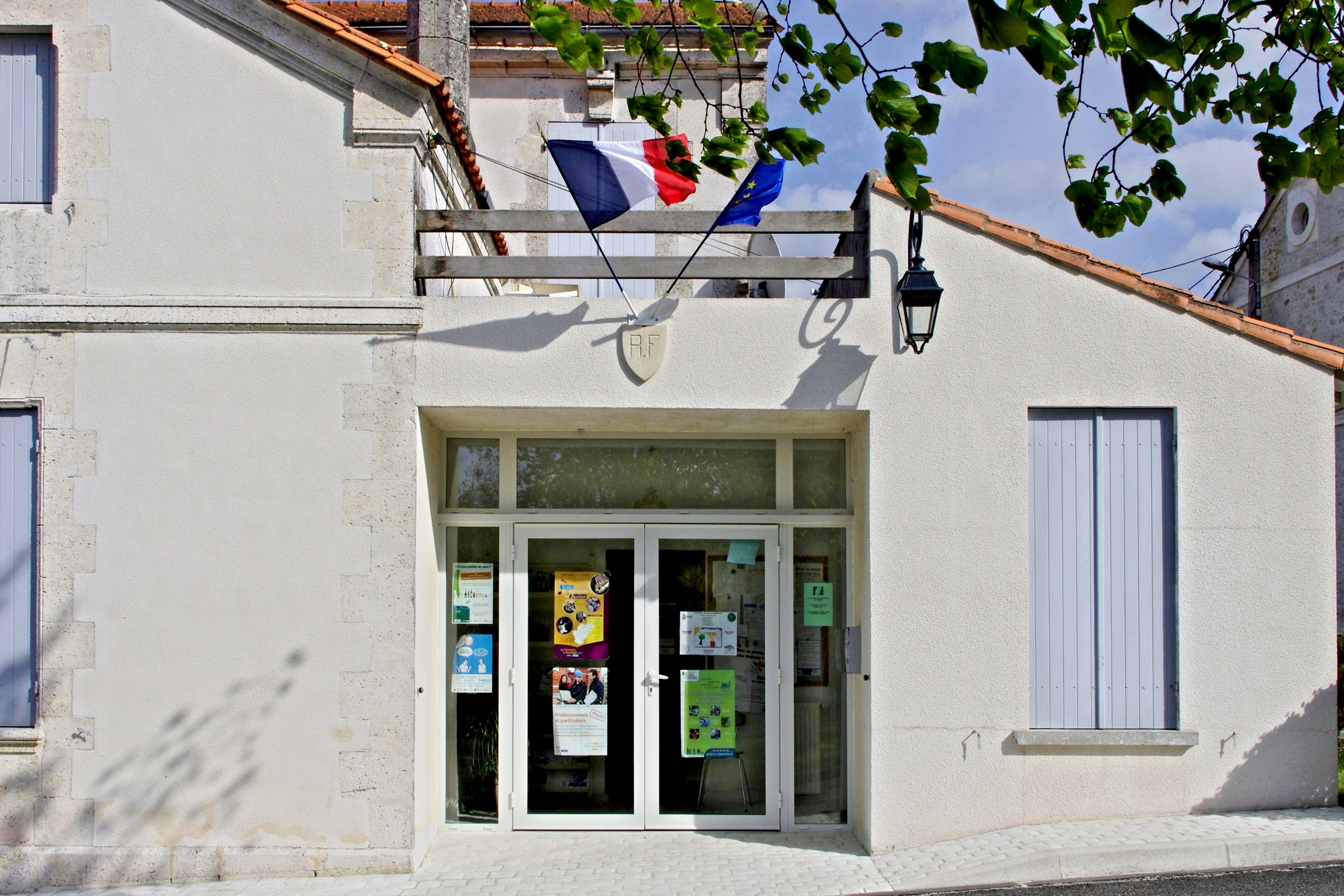
Мэрия
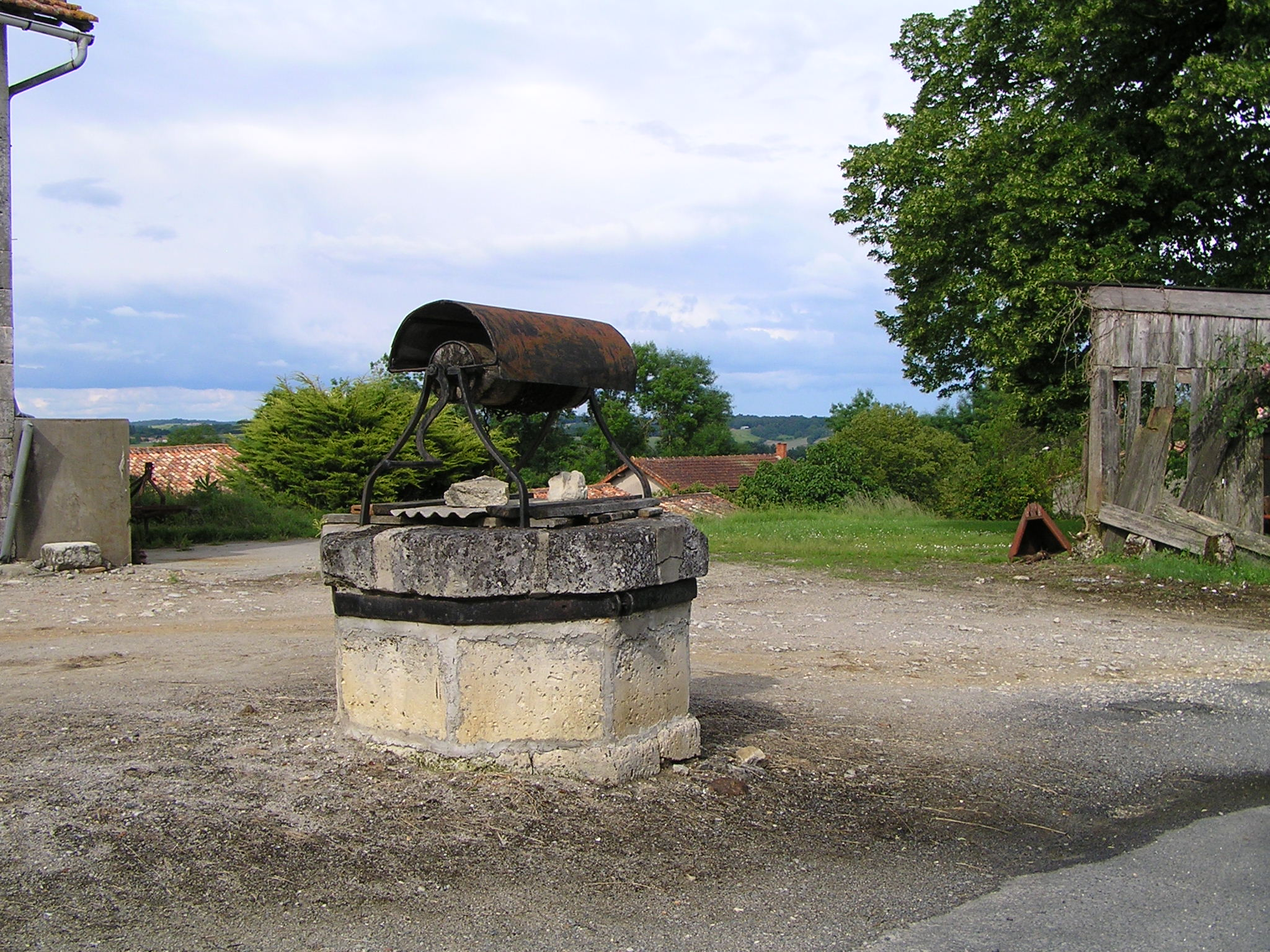
Колодец
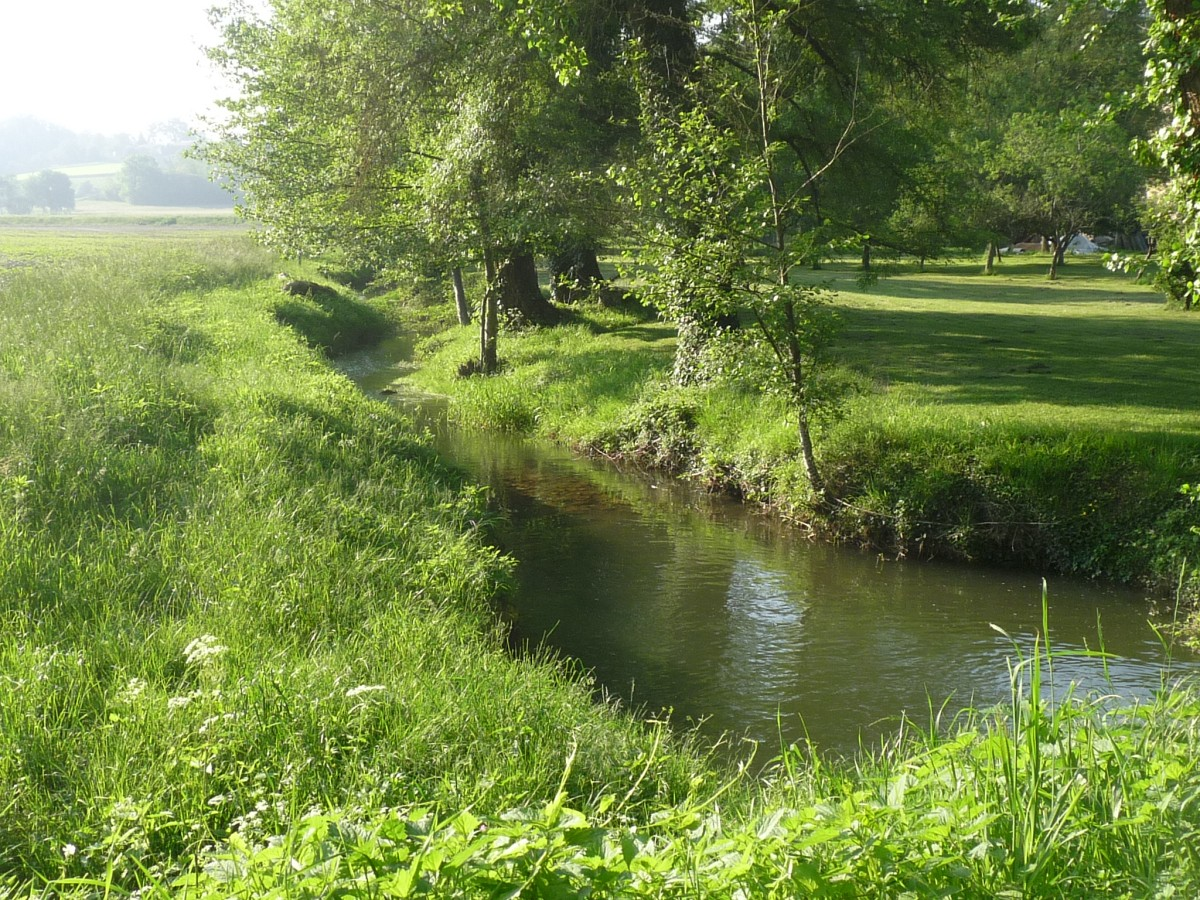
Река Виверон